# Birkenhead Lake Provincial Park
Der Birkenhead Lake Provincial Park ist ein 10.439 Hektar großer Provincial Park im südlichen Zentrum der kanadischen Provinz British Columbia. Der Park im Sea-to-Sky Corridor liegt in den Chilcotin Ranges der Coast Mountains, etwa 50 Kilometer nordöstlich von Pemberton im Squamish-Lillooet Regional District.

## Anlage
Der Park liegt etwas abgelegen von den großen und befestigten Straßen am gleichnamigen Birkenhead Lake. Der offizielle Zugang zum Park und dem Campground erfolgt über eine 21 Kilometer lange unbefestigte Schotterstraße.
Der Park gliedert sich in zwei Teile. Der größte Teil des Parks liegt nordwestlich des Birkenhead Lake, während südöstlich des Sees dann der kleinere Parkteil liegt. Das nordöstliche Ende des Sees, mit dem Campground, liegt noch im Park. Das südwestliche Ende des Sees, mit einer kleinen Ansiedlung, gehört nicht mehr zum Park.
Der Park wird von verschiedenen kleinen Seen, Bächen und Flüssen durchzogen. Der wichtigste der Bäche ist der Sockeye Creek. Es liegen verschiedene Berge im Parkgebiet. Die höchsten Berge sind:
- Sockeye Horn (2498 Meter[1], im Nordwesten des Parks)
- Tolkien Peak (2380 Meter, im Nordosten des Parks)
- Mount McDonald (2281 Meter, im Südosten des Parks)

Bei dem Park handelt es sich um ein Schutzgebiet der Kategorie II (Nationalpark).

## Geschichte
Der Park wurde im Jahr 1963 eingerichtet und hat, wie der See, seinen Namen nach einem gesunkenen Schiff, der HMS Birkenhead. Bei seiner Gründung hatte der Park nur eine Größe von 3642 Hektar. Im Laufe der Zeit wurde die Parkgrenzen mehrmals neu festgelegt und der Park wuchs dabei jedes Mal.
Der Park liegt hauptsächlich im traditionellen Jagd- und Siedlungsgebiet der St'at'imc, aber auch der Squamish. Die First Nations nutzen das Gebiet aber auch heute noch zum Fischfang.

## Flora und Fauna
Der Park liegt am Übergang zwischen den relativ feuchten Coast Mountains und dem deutlich trockenerem Interior Plateau. Innerhalb des Ökosystems von British Columbia wird das Parkgebiet vier verschiedenen Zonen zugeordnet, der Coastal Western Hemlock Zone (mit den Subzonen dry submaritime und moist submaritime), der Englemann Spruce - Subalpine fir Zone (mit den Subzonen moist warm und moist warm parkland), der Interior Douglas-fir Zone (mit der Subzone wet warm) und der Alpine Tundra Zone. Diese biogeoklimatischen Zonen zeichnen sich durch ein ähnliches Klima sowie gleiche oder ähnliche biologische sowie geologische Voraussetzungen aus. Daraus resultiert in den jeweiligen Zonen dann ein sehr ähnlicher Bestand an Pflanzen und Tieren.
Eine forstwirtschaftliche Nutzung in größerem Umfang fand im Park nicht statt. Daher findet sich hier auch noch sehr viel Primärwald. Mehr als 70 Prozent der Waldfläche im Park haben ein Alter von mehr als 140 Jahren. Bedingt durch die vier, teilweise sehr unterschiedlichen Zonen, findet sich im Park eine relativ große Anzahl von Pflanzen. Es findet sich neben weitverbreiteten Arten wie Douglasie, Westamerikanische Hemlocktanne, Riesen-Lebensbaum und Engelmann-Fichte auch die deutlich seltenere Arten, wie Westliche Weymouth-Kiefer und Berg-Hemlocktanne.
Diese Artenvielfalt setzt sich auch im Unterwuchs mit Shallon-Scheinbeere, Rotstängelmoos, Dolden-Winterlieb und der gewöhnlichen Mahonie fort.
Die nachweisbaren Tierarten entsprechen der Lage des Parks. Im Gebiet findet sich unter anderem auch der Grizzlybär. Neben verschiedenen Rotwildarten gibt es im Park auch Schneeziegen. Daneben kommt hier, wegen der alten Bäume, auch der Helmspecht und Fleckenkauz vor. Der Sockeye Creek bietet auch nachweislichen Lebensraum für die geschützte Stierforelle, (Salvelinus confluentus). Im See und den Bächen und Flüssen finden sich auch noch Rotlachse und Regenbogenforellen.

## Aktivitäten
Der Park hat 91, teilweise reservierbare, Stellplätze für Wohnmobile und Zelte und verfügt über eine einfache Sanitäranlage.
Die touristische Attraktion des Parks ist zum einen der Birkenhead Lake und zum anderen die zahlreichen Wanderwege und Klettermöglichkeiten. Auf verschiedenen Wegen im Park ist die Nutzung von Mountain Bikes erlaubt.
Auf dem See ist es erlaubt mit dem Motorboot zu fahren. Weiterhin ist er ein hervorragendes Angelrevier.